# Plivain de Pisa
Plivain, también conocido como Plivano o Pleban, fue el señor de Botron (ahora Batroun en el Líbano) en el Condado de Trípoli desde alrededor de 1180 hasta alrededor de 1206. Era un comerciante de Pisa que se estableció en el condado a finales de los años 1170. Se adueñó de Botron a través de su matrimonio con su heredera, Lucía. Según una fuente tardía, sobornó a Raimundo III de Trípoli para que permitiera el matrimonio. Cayó en cautiverio en la batalla de Hattin el 4 de julio de 1187.

## Biografía
Plivain era un acaudalado comerciante de Pisa que se estableció en el Condado de Trípoli. Su presencia en el condado se registró por primera vez el 9 de agosto de 1179. Se casó con Lucía, la única hija de Guillermo Dorel, señor de Botron, y así se apoderó del señorío, alrededor de 1180. Según una historia folclórica registrada en el Estoire de Eracles, para tomar su mano, Plivain había ofrecido su peso en oro a Raimundo III de Trípoli. Raimundo aceptó la oferta, aunque había prometido la mano de la primera heredera rica del condado a un caballero flamenco, Gérard de Ridefort. Plivain fue mencionado por primera vez como el señor de Botron en marzo de 1181.
Plivain participó en la batalla de Hattin y cayó en cautiverio después de la misma el 4 de julio de 1187. Aunque el Estoire de Eracles afirmó que Saladino capturó Botron, el historiador Kevin J. Lewis argumenta que Plivain pagó un enorme rescate para su liberación y retuvo su señorío. Fue mencionado por última vez como señor de Botron en 1206.